# Romanogobio vladykovi
Romanogobio vladykovi е вид лъчеперка от семейство Шаранови (Cyprinidae). Видът не е застрашен от изчезване.

## Разпространение и местообитание
Разпространен е в Австрия, Босна и Херцеговина, България, Германия, Италия, Молдова, Полша, Северна Македония, Румъния, Словакия, Словения, Сърбия, Украйна, Унгария, Хърватия, Черна гора и Чехия.
Обитава места с песъчлива почва и езера.

## Описание
На дължина достигат до 11,5 cm.
Продължителността им на живот е около 4 години.